# SunPCi

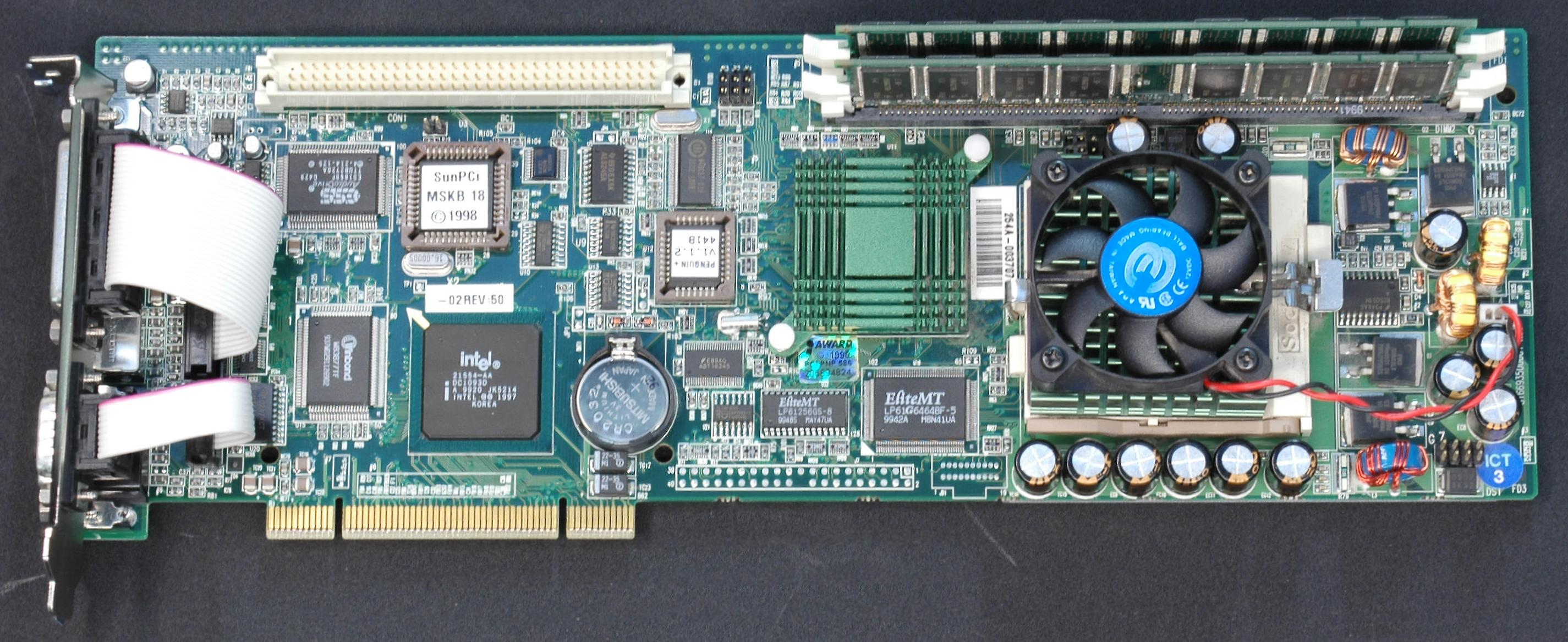
Sun PCi с процессором 400 МГц

SunPCi — серия одноплатных компьютеров с шиной PCI, позволяющих рабочим станциям Sun работать как PC-совместимый компьютер. Такая плата имела процессор x86, оперативную память, порты и графический контроллер, что позволяло запускать на ней собственную операционную систему. Последняя модель SunPCi IIIPro основана на процессоре AMD Athlon XP 2100+ с частотой 1.6 ГГц.

## Поддержка операционных систем
Sun PCi IIPro поддерживается в Solaris 7, 8 и 9, а также в Solaris 10 при использовании некоторых приёмов. Sun PCi III и IIIPro поддерживаются в Solaris 9 и 10.

## Модели
- SunPCi (300 Mhz p/n 375-0075)
- SunPCi (400 MHz p/n 375-0095)
- SunPCi II (600 MHz p/n 375-0131)
- SunPCi IIpro (733 MHz p/n 375-3051)
- SunPCi III (1.4 GHz p/n 375-3116)
- SunPCi IIIpro (1.6 GHz p/n 375-3203)